# Сарёнгоёган
Сарёнгоёган (устар. Саренго-Юган) — река в Приуральском районе Ямало-Ненецкого АО. Впадает в озеро Хувъюн, сообщающееся через протоки Сёльёган и Хульёган с рекой Полуй в 114 км по левому берегу. Длина реки 45 км, в 7 км по левому берегу впадает Сумтынгъёган, далее значительный правый приток — Апросоим.

## Данные водного реестра
По данным государственного водного реестра России относится к Нижнеобскому бассейновому округу, водохозяйственный участок реки — Обь от впадения реки Северная Сосьва до города Салехард, речной подбассейн реки — бассейны притоков Оби ниже впадения Северной Сосьвы. Речной бассейн реки — (Нижняя) Обь от впадения Иртыша.